# José Carlos Ballbé
José Carlos Ballbé Sala (* 21. Februar 1985 in Terrassa) ist ein spanischer Hockeyspieler, der als Teil der spanischen Nationalmannschaft an den Olympischen Sommerspielen 2012 teilnahm. Er gab seine Laufbahn im Profisport auf, um katholischer Priester zu werden.

## Biographie
José Ballbé wuchs in einer Familie mit starker Hockey-Tradition auf und spielte früh für den Atlètic Terrassa, gewann dort mehrere nationale Titel (Ligen und Pokale) und war ein vielversprechendes Talent in der spanischen Hockeyszene. 2005 nahm er mit der spanischen U‑21-Auswahl am Weltmeisterschaftsturnier teil, an dem die Mannschaft überraschend Dritter wurde.
Eine Erkrankung am Pfeiffer-Drüsenfieber verhinderte seine Teilnahme an den Olympischen Spielen 2008 in Peking. Dadurch, sowie durch den Tod seiner Großmutter und das Gefühl einer inneren Leere trotz sportlicher Erfolge, habe er sich mehr mit dem Glauben beschäftigt und mehrmals den Wallfahrtsort Međugorje (Bosnien-Herzegowina) besucht. Dort habe er den Ruf verspürt, Priester zu werden.
Gleichwohl gab er seine sportliche Karriere zunächst nicht auf, sondern nahm als Seminarist in der Vorbereitung auf das Priesteramt an den Olympischen Spielen 2012 in London teil. Die Mannschaft belegte den 6. Platz.
Ballbé betonte, dass Sport und Glaube keine Gegensätze seien. 2016 wurde er zum Priester geweiht. Seitdem ist er in Mataró und Barcelona tätig. Er übernahm die Koordination der Pastoralarbeit für Sport in der Spanischen Bischofskonferenz und war zudem maßgeblich an den „Jornadas Deporte y Fe“ beteiligt. Trotz seines Rückzugs aus dem Leistungssport nahm er weiterhin an Trainingseinheiten teil, organisierte gelegentliche Spiele mit Jugendlichen und versucht, sportliche Werte in seine geistliche Arbeit zu integrieren.
2025 sprach er auf dem Mladifest in Međugorje von seiner Lebens- und Berufungsgeschichte.